# Sturmia pallidipalpis
Sturmia pallidipalpis là một loài ruồi trong họ Tachinidae.